# Daniel Björkman
Lars Daniel Björkman, född 21 februari 1993 i Falu kommun, är en svensk fotbollsspelare (försvarare) som spelar för Falu BS.

## Klubbkarriär
Björkman startade sin fotbollskarriär i Samuelsdals IF i Falun. 2012 började seniorkarriären i IK Brage där han fortsatte till och med säsongen 2015. Till säsongen 2015 skrev Björkman kontrakt med den Örebrobaserade klubben BK Forward.
Efter en bra säsong 2018 visade flera klubbar intresse i honom. Björkman provtränade med AIK, IFK Göteborg, samt Örebro SK. Slutligen skrev han ett kontrakt med Örebro SK som sträckte sig över säsongen 2020. I februari 2021 värvades Björkman av KÍ Klaksvík.
I juli 2022 återvände Björkman till BK Forward.
I januari 2024 gick Björkman till division 2-klubben Falu BS.